# Kay Stammers
Katherine "Kay" Esther Stammers (3 de abril de 1914 - 23 de diciembre de 2005) fue una tenista del Reino Unido.
Carrera Stammers nació el 3 de abril de 1914 en St Albans, Reino Unido, donde sus padres le enseñaron a jugar tenis en la cancha de césped de su casa familiar. Zurda y con un buen golpe de derecha, Stammers jugaba un estilo de tenis ofensivo y fue entrenada por Dan Maskell.
Stammers jugó en una época en la que Helen Wills Moody, Helen Jacobs, Alice Marble y Pauline Betz dominaban. Pero Stammers derrotó a Jacobs en las semifinales del Campeonato de Wimbledon de 1939 y en partidos individuales en la Copa Wightman de 1935 y 1936. En el Campeonato de Kent de 1935 en Beckenham, Inglaterra, Stammers se convirtió en la primera jugadora británica en vencer a Wills Moody en 11 años.
Según A. Wallis Myers y John Olliff de The Daily Telegraph y el Daily Mail, Stammers estuvo clasificada entre las diez mejores del mundo en 1935, 1936, 1938, 1939 y 1946, alcanzando el puesto número 2 en el mundo en 1939.
Stammers ganó el título de dobles femenino en el Campeonato de Wimbledon en 1935 y 1936 con su compañera Freda James. También ganó el título de dobles femenino en el Campeonato Internacional de Francia de 1935 con su compañera Peggy Scriven. Sus mejores actuaciones en dobles femenino en el Campeonato Nacional de EE. UU. fueron en 1936, 1937 y 1938, cuando llegó a las semifinales, y en 1939, cuando llegó a la final. En la semifinal de 1936, ella y su compañera Marble fueron derrotadas por Jacobs y Sarah Palfrey Fabyan 6–2, 21–19. En la final de 1939, ella y su compañera Freda James Hammersley perdieron ante Marble y Palfrey Fabyan 6–1, 6–2.
Otros momentos destacados de su carrera en individuales incluyen ganar el Campeonato de Canchas Duras de Surrey en pistas de arcilla cuatro veces (1932–1934, 1936) y el Abierto de Canchas Duras de Aldeburgh (1931).

## Apariencia
La apariencia física de Stammers aseguraba que atrajera más interés de lo habitual por parte de la prensa y el público. En 1936, por ejemplo, un artículo en la revista Time la describía como "la linda Kay Stammers, a quien los críticos ingleses gustan describir como la 'típica' jugadora de tenis británica, y que gusta de lacrosse, cricket, terrones de azúcar y ponches de planters." La ropa de tenis de Stammers era muy detallada en los periódicos. Ella misma diseñaba sus pantalones cortos en lino inarrugable cortados a cuatro pulgadas por encima de la rodilla y los usaba con una camisa de cuello abierto. Mientras jugaba en la costa oeste de los Estados Unidos, Stammers visitó estudios de Hollywood y realizó una prueba de pantalla. Salió con John F. Kennedy y fue fotografiada con él en el complejo familiar de los Kennedy en Hyannis Port. Dijo que JFK estaba "mimado por las mujeres. Creo que podía chasquear los dedos y ellas acudían corriendo. Y, por supuesto, era terriblemente atractivo, rico y soltero, un gran partido realmente... Pensé que era divino." 

## Vida personal
En 1939, Stammers se casó con Michael Menzies, que entonces estaba en la Guardia de Gales. Durante la Segunda Guerra Mundial, Stammers jugó partidos de exhibición en nombre de la Cruz Roja y sirvió como conductora de ambulancias. Cuando la guerra terminó, capitaneó el equipo británico de la Copa Wightman durante un par de años. En 1949, ella y su esposo se mudaron a Sudáfrica, donde Menzies estableció la operación sudafricana de Hill Samuel. Permanecieron allí durante casi 20 años, hasta que él fue trasladado a la ciudad de Nueva York para dirigir la oficina allí. Ella tuvo dos hijos y una hija con él.
Después de su divorcio de Menzies en 1974, se casó con el abogado Thomas Walker Bullitt, a quien había conocido en el circuito de tenis estadounidense. Bullitt había sido educado en Inglaterra, provenía de una de las familias más antiguas de Kentucky y había sido asistente del mariscal de campo Bernard Montgomery durante la Segunda Guerra Mundial. La pareja vivió en Oxmoor Farm, cerca de Louisville, Kentucky, que había estado en la familia Bullitt durante diez generaciones. Stammers diseñó y mantuvo un jardín inglés y se dedicó a su pasión por los caballos de carrera. Ayudó a organizar las carreras de obstáculos anuales en la pista de la finca en beneficio de una organización benéfica para niños y, bajo la Oxmoor Charities Corporation, ayudó a planificar la educación de los jinetes y conciertos de verano.
Stammers continuó interesada en el tenis durante toda su vida y asistía a Wimbledon anualmente hasta que su edad hizo imposible viajar. Murió en su casa en Louisville, Kentucky, el 23 de diciembre de 2005 y fue enterrada en el cementerio familiar el 28 de diciembre de 2005.

## Finales de torneos de Grand Slam

### Individuales: (1 subcampeonato)
| Resultado | Año  | Campeonato              | Superficie | Oponente     | Marcador |
| --------- | ---- | ----------------------- | ---------- | ------------ | -------- |
| Derrota   | 1939 | Campeonato de Wimbledon | Césped     | Alice Marble | 2–6, 0–6 |

### Dobles femenino: (3 títulos, 1 subcampeonato)
| Resultado | Año  | Campeonato                     | Superficie | Compañera        | Oponentes                                 | Marcador |
| --------- | ---- | ------------------------------ | ---------- | ---------------- | ----------------------------------------- | -------- |
| Victoria  | 1935 | Campeonato Francés             | Arcilla    | Margaret Scriven | Ida Adamoff Hilde Krahwinkel Sperling     | 6–4, 6–0 |
| Victoria  | 1935 | Campeonato de Wimbledon        | Césped     | Freda James      | Simonne Mathieu Hilde Krahwinkel Sperling | 6–1, 6–4 |
| Victoria  | 1936 | Campeonato de Wimbledon        | Césped     | Freda James      | Helen Jacobs Sarah Palfrey Fabyan         | 6–2, 6–1 |
| Derrota   | 1939 | Campeonato Nacional de EE. UU. | Césped     | Freda Hammersley | Sarah Palfrey Fabyan Alice Marble         | 5–7, 6–8 |

### Dobles mixto: (1 subcampeonato)
| Resultado | Año  | Campeonato                     | Superficie | Compañero       | Oponentes                          | Marcador      |
| --------- | ---- | ------------------------------ | ---------- | --------------- | ---------------------------------- | ------------- |
| Derrota   | 1935 | Campeonato Nacional de EE. UU. | Césped     | Roderich Menzel | Sarah Palfrey Fabyan Enrique Maier | 4–6, 6–4, 3–6 |

## Cronograma de torneos de Grand Slam individuales
| G | F | SF | CF | #R | RR | Q# | DNQ | A | NH |

(G) ganador; (F) finalista; (SF) semifinalista; (CF) cuartofinalista; (#R) rondas 4, 3, 2, 1; (RR) round-robin; (Q#) ronda de clasificación; (NC) no calificó; (A) ausente; (NS) no sostenido; (PA) porcentaje de acertamiento (eventos ganados / competido); (V–D) récord de victorias y derrotas.
| Torneo         | 1931  | 1932  | 1933  | 1934  | 1935  | 1936  | 1937  | 1938  | 1939  | 1940  | 1941 – 1944 | 1945  | 19461 | 19471 | SR en su carrera |
| -------------- | ----- | ----- | ----- | ----- | ----- | ----- | ----- | ----- | ----- | ----- | ----------- | ----- | ----- | ----- | ---------------- |
| Australia      | A     | A     | A     | A     | A     | A     | A     | A     | A     | A     | NH          | NH    | A     | A     | 0 / 0            |
| Francia        | A     | A     | 3R    | CF    | 1R    | A     | A     | A     | A     | NH    | R           | A     | A     | A     | 0 / 3            |
| Wimbledon      | 2R    | 4R    | 4R    | 3R    | CF    | CF    | 4R    | CF    | F     | NH    | NH          | NH    | CF    | CF    | 0 / 11           |
| Estados Unidos | A     | A     | A     | CF    | SF    | SF    | CF    | CF    | SF    | A     | A           | A     | 3R    | A     | 0 / 7            |
| SR             | 0 / 1 | 0 / 1 | 0 / 2 | 0 / 3 | 0 / 3 | 0 / 2 | 0 / 2 | 0 / 2 | 0 / 2 | 0 / 0 | 0 / 0       | 0 / 0 | 0 / 2 | 0 / 1 | 0 / 21           |

R = torneo restringido a los nacionales franceses y celebrado bajo la ocupación alemana.
1 En 1946 y 1947, el Campeonato Francés se celebró después de Wimbledon.